# لئوپولد ووهلراب
لئوپولد ووهلراب (انگلیسی: Leopold Wohlrab; ۲۲ مارس ۱۹۱۲ – ۵ ژانویهٔ ۱۹۸۱) بازیکن هندبال اهل اتریش بود.